# Peterstow
Peterstow – wieś w Anglii, w hrabstwie Herefordshire. Leży 17 km na południe od miasta Hereford i 179 km na zachód od Londynu. W 2001 miejscowość liczyła 361 mieszkańców.